# ラールソートの戦い
ラールソートの戦い（ラールソートのたたかい、英語：Battle of Lalsot）は、1787年7月28日にインドのラールソートにおいて、マラーターのシンディア家とラージプートの間で行われた戦闘。

## 戦闘に至るまで
1784年、マラーターの諸侯マハーダージー・シンディアはムガル帝国の摂政と軍総司令官となり、その後は北インドに覇権を確立するため、ラージャスターンに進撃した。
そのため、アンベール王プラタープ・シングとマールワール王ヴィジャイ・シングは同盟し、共同でこれに対処することにした。

## 戦闘とその後
1787年7月28日、マラーター軍とラージプートの連合軍はラールソートで激突した。
マラーター軍は8万、迎え撃つラージプート軍は5万だった。
戦いは朝9時に始まり、日没後およそ一時間まで続いた。その戦いは激戦であり、かつての第三次パーニーパットの戦いのようであったという。
この戦いはマハーダージーの敗北に終わり、甚大な損害を被った。だが、ラージプートの側も甚大で、マールワール側の武将ビーム・シングは負傷、アンベールの武将ムハンマド・ベグ・ハマダーニーが戦死している。
8月8日、マハーダージーはラールソートから撤退し、ディーグへと向かった。だが、この敗戦が彼に与えた影響は大きかった。敗戦の結果、帝国の宮廷のムスリムらが結集してその追い落としにかかり、これによりマハーダージーは一時的に失脚した。